# Naissance en 1188
Naissance
- 1184
- 1185
- 1186
- 1187
- 1188
- 1189
- 1190
- 1191
- 1192

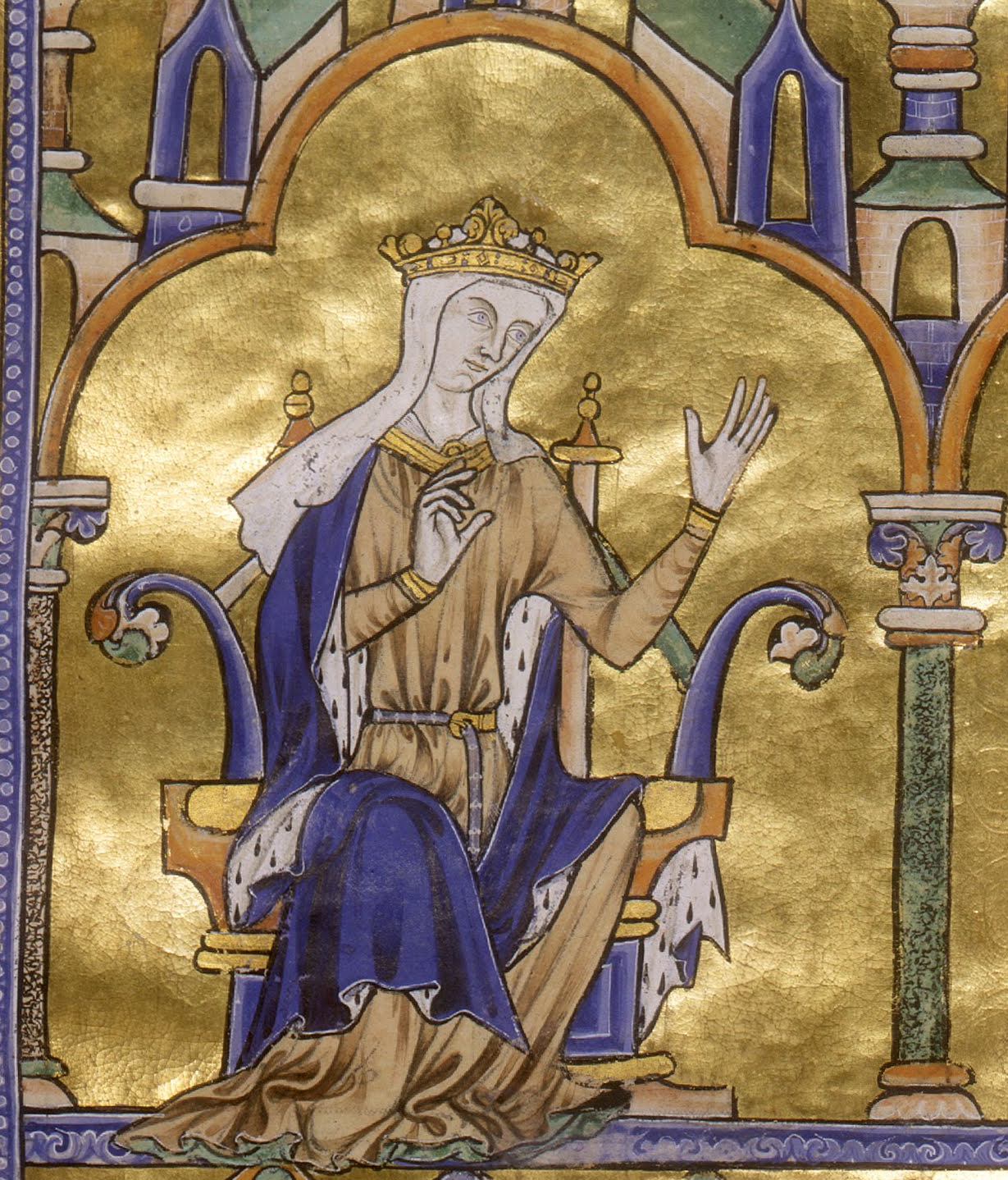
Blanche de Castille, née en 1188.

Cette page dresse une liste de personnalités nées au cours de l'année 1188 :
- 4 mars : Blanche de Castille, reine de France, épouse de Louis VIII et mère de Saint-Louis. († 27 novembre 1252).
- 24 mars : Ferrand de Flandre, ou Ferdinand de Portugal (ou de Bourgogne), Infant de Portugal et comte de Flandre et de Hainaut.

- Albert IV le Sage, comte de Habsbourg et landgrave de Haute-Alsace.
- Mathilde de Courtenay, comtesse de Nevers, d'Auxerre et de Tonnerre.
- Pietro I Ruffo di Calabria, 1er comte de Catanzaro.

date incertaine (vers 1188)
- Ada de Hollande, comtesse de Hollande.
- Jean d'Eppes, prince-évêque de Liège.
- Frédéric II de Nuremberg, burgrave de Nuremberg (Frédéric II), puis comte de Zollern (Frédéric IV).

## Crédit d'auteurs
- Cet article est partiellement ou en totalité issu de l'article intitulé « 1188 » (voir la liste des auteurs).